# Xanthorhoe pseudogaliata
Xanthorhoe pseudogaliata är en fjärilsart som beskrevs av Otto Staudinger 1897. Xanthorhoe pseudogaliata ingår i släktet Xanthorhoe och familjen mätare. Inga underarter finns listade i Catalogue of Life.